# Ljungby (comune)
Ljungby è un comune svedese di 27 313 abitanti, situato nella contea di Kronoberg. Il suo capoluogo è la cittadina omonima.

## Località
Nel territorio comunale sono comprese le seguenti aree urbane (tätort):
| # | Località  | Popolazione |
| - | --------- | ----------- |
| 1 | Ljungby   | 14.810      |
| 2 | Lagan     | 1.751       |
| 3 | Ryssby    | 689         |
| 4 | Lidhult   | 635         |
| 5 | Kånna     | 365         |
| 6 | Vittaryd  | 306         |
| 7 | Angelstad | 276         |
| 8 | Agunnaryd | 215         |

## Amministrazione

### Gemellaggi
- Ås
- Paimio
- Šilutė